# Josef Karma
Josef Karma (geboren am 15. Februar 1883 in Wien; gestorben am 22. September 1963 in Berlin-Wilmersdorf) war ein österreichisch-deutscher Schauspieler, Hörspielsprecher und Regisseur.

## Leben und Wirken

### Die frühen Jahre am Theater
Der gebürtige Wiener erhielt sein erstes Festengagement 1905 in Krefeld. Anschließend tourte er durch die deutsche Provinz, etwa mit dem märkischen Wandertheater. 1909 kam er nach Klagenfurt, in der darauf folgenden Spielzeit folgte er einem Ruf nach Wiener Neustadt. Hier wurde Karma im Fach des jugendlichen Helden und Liebhabers eingesetzt. Kurz darauf wirkte er auch in Brünn und am Wiener Bürgertheater, in Innsbruck war er zum Jahresbeginn 1915 in Friedrich Schillers Die Räuber als Franz Moor zu sehen. In der Saison 1915/16 wirkte Karma am Stadttheater des böhmischen Karlsbad, wo er außerdem Regie führen durfte, und erhielt lobende Worte für seine in Karl Schönherrs Der Weibsteufel gezeigte Leistung. Ein Jahr darauf wurde er als Schauspieler an die von Otto Falckenberg geleiteten Münchner Kammerspiele geholt. Dort blieb Karma bis gegen Ende des Ersten Weltkriegs und feierte Erfolge mit seinem Narr in William Shakespeares Wie es euch gefällt und seinem Tobias Buntschuh in dem gleichnamigen Stück von Carl Hauptmann. Gastspiele mit dem Ensemble führten ihn u. a. nach Wien und Linz.

### Beim Film und Berufsverbot 1939
In der bayerischen Landeshauptstadt knüpfte Josef Karma 1920 seine ersten Kontakte zum Film und wurde von Joe Stöckel und Toni Attenberger vor die Kamera geholt. Er spielte Neben- und Hauptrollen in abenteuerlichen Geschichten, die Titel wie Die Schmiede des Grauens und Die Rache des Mexikaners trugen. Bei dem weiß-blauen Western Die Maske des Indianers verfasste Karma 1920 auch das Drehbuch und führte überdies Regie. Mitte der 1920er Jahre übersiedelte er nach Berlin und setzte in der deutschen Hauptstadt seine Arbeit am Theater bei so obskuren Kleinbühnen wie die Künstlertruppe Die Vaganten und dem Naturtheater Friedrichshagen sowie beim Film fort. Bis kurz vor Kriegsausbruch 1939 blieb Josef Karma in der Zelluloidbranche ein mäßig gefragter Nebendarsteller, nach seiner Mitwirkung mit dem Part des Schmugglers Gelly, genannt „Der Einäugige“, in der Luis-Trenker-Produktion Grenzfeuer wurde Karma kaltgestellt. Er hatte, wie in einem nachfolgenden Prozess festgestellt wurde, seine Mutter Josefine Wolfsholz dazu angehalten, ihm als bislang getarnten und 1895 zum römisch-katholischen Glauben konvertierten Juden einen gefälschten Geburtsschein zu besorgen, da er diesen als „Mischling Ersten Grades“ für den Ariernachweis bei der Reichsfilmkammer zwecks Weiterbeschäftigung benötigte. Karmas Mutter wurde im Mai 1939 zu sechs Monaten schweren Kerkers verurteilt. Sie starb 78-jährig im Februar 1945 im KZ Theresienstadt.

### Die späten Jahre
Nach 1945 blieb Josef Karma im Westen Berlins und fand nur unregelmäßig Beschäftigung. Vor allem der Rundfunk (NWDR, RIAS) beschäftigte ihn in mehreren Hörspielen. Kleinere Theaterverpflichtungen führten Karma in den 1950er Jahren an die Tribüne und die Studio-Oper Berlin. Für drei Fernsehfilme kehrte er im selben Jahrzehnt vor die Kamera zurück. Josef Karma starb im Alter von 80 Jahren in Berlin-Wilmersdorf.

## Filme
Als Schauspieler im Kinofilm, wenn nicht anders angegeben:
- 1920: Die Frau auf der Schildkröte
- 1920: Die Rache des Mexikaners
- 1920: Vertauschtes Leben
- 1920: Der Mann an der Kette
- 1920: Die Schmiede des Grauens
- 1921: Die Maske des Indianers (auch Drehbuch und Regie)
- 1921: Der rote Schatten
- 1922: Das schwarze Gesicht
- 1923: Die Frau aus dem Orient
- 1925: Schneepiraten
- 1926: Spitzen
- 1927: Lützows wilde verwegene Jagd
- 1932: Der Nächste – hopp, hopp! (Kurzfilm)
- 1934: Die Czardasfürstin
- 1934: Ein Walzer für Dich
- 1935: Pole Poppenspäler
- 1936: Savoy-Hotel 217
- 1936: Ein Hochzeitstraum
- 1937: Wilddiebe (Kurzfilm)
- 1937: Die Posaune (Kurzfilm)
- 1937: Heimweh
- 1938: Verklungene Melodie
- 1938: Musketier Meier III
- 1938: Menschen, Tiere, Sensationen
- 1939: Grenzfeuer
- 1955: Nikodemus (Fernsehfilm)
- 1957: Drei leere Räume (Fernsehfilm)
- 1959: Der Schuster von Palermo (Fernsehfilm)

## Hörspiele (Auswahl)
- 1927: William Shakespeare: Macbeth – Bearbeitung und Kommentar: Bertolt Brecht; Regie: Alfred Braun (Sendespiel (Hörspielbearbeitung) – Funk-Stunde Berlin)
- 1949: S. S. von Varady: Ein Kardinal klagt an – Regie: Erik Ode (Dokumentarhörspiel – RIAS Berlin)
- 1950: Kurt Kusenberg: Das Wirtshaus zu den fünf Wünschen. Eine Geschichte aus dem Buch Der blaue Traum (Tobias) – Komposition und Regie: Heinz von Cramer (Kurzhörspiel – RIAS Berlin)
- 1952: Joachim Tettenborn: Beim Teufel abonniert (Alter Patient) – Regie: Curt Goetz-Pflug (Hörspiel – NWDR Berlin)
- 1952: Gisela Prugel: Apoll an der Seine (Percheron) – Regie: Fritz Schröder-Jahn (Hörspielbearbeitung – NWDR Berlin)
- 1953: Johannes Hendrich: Meines Bruders Hüter sein? (Gemeindebote) – Regie: Curt Goetz-Pflug (Original-Hörspiel – NWDR Berlin)
- 1953: Johannes Hendrich: Minister der neuen Methode (Der alte Mann) – Regie: Erik Ode (Originalhörspiel – RIAS Berlin)
- 1954: Kurt Kusenberg: Drachenkind – Dein Vater spinnt (Bauer) – Regie: Wolfgang Spier (Originalhörspiel – RIAS Berlin)
- 1954: S. I. Hsiung: Wir gehen ins Theater: Die köstliche Quelle (Theatermitschnitt) – Bearbeitung und Kommentar: Friedrich Luft; Regie: Klaus von Wahl (Öffentliche Veranstaltung – RIAS Berlin)
- 1956: Wolfdietrich Schnurre: Die Krähenkolonie (Greisenstimme) – Regie: Erich Köhler (Originalhörspiel – SFB)

Quelle: ARD-Hörspieldatenbank